# Ohanszk
Ohanszk (oroszul: Оханск) város Oroszország Permi határterületén, az Ohanszki járás székhelye.
Lakossága: 7250 fő (a 2010. évi népszámláláskor).

## Fekvése
Neve a halászok egy fajta hálójának nevéből (ohan) származik.
A Permi határterület központi részén, Permtől 119 km-re nyugatra, a Kámán kialakított Votkinszki-víztározó jobb partján helyezkedik el. Folyami kikötő. A legközelebbi vasútállomás a 35 km-re északra lévő Nitva.

## Története
Egy régi enciklopédia szerint a 17. század első felében, a mai várostól kissé délebbre alapították a Sztroganovok halásztelepnek. A homokos partot egy idő után a folyó alámosta, ezért költöztették át a települést mai helyére.
Egy másik forrás szerint a mai város helyén állt település első említése 1547-ből származik.
Ismét egy másik közlés szerint először 1647-ben említi írott forrás. Eszerint a település 1653-ban az (1650-ben alapított) ohanszki kolostor szomszédságában keletkezett. Amikor 1764-ben a kolostort megszüntették, a hozzátartozó település Ohannoje faluvá alakult át.
1781-ben Ohanszk néven városi rangot kapott és ujezd székhelye lett. Kedvező földrajzi helyzete ellenére a 19. század végén a Permi kormányzóság egyik legfejletlenebb városának számított és inkább falusi településre hasonlított.